# Nasym Qysaibai
Nasym Abaiqysy Qysaibai (kasachisch Назым Абайқызы Қызайбай, russisch Назым Абаевна Кызайбай Nasym Abajewna Kysaibai; * 14. September 1993 in Almaty) ist eine kasachische Boxerin.

## Karriere
Qysaibai bestritt ihren ersten internationalen Wettkampf bei den asiatischen Meisterschaften 2010 in Astana. Hier schied sie jedoch im Halbfliegengewicht startend bereits im ersten Kampf äußerst knapp (7+:7) gegen die Vietnamnesin Nguyen Thi Hoa aus. Im Jahr darauf errang sie bei den U19-Weltmeisterschaften in Antalya die Bronzemedaille. Im Halbfinale schied sie gegen die spätere U19-Weltmeisterin Sarjubala Shamjetsabam, Indien (37:21), aus.
Bei den Weltmeisterschaften 2012 in Qinhuangdao erkämpfte sich Qysaibai nach Siegen über Lloyds Scully, Neuseeland (RSC 3.), Alex Love, USA (20:19) und Lydia Boussaida, Frankreich (23:15), und einer Halbfinalniederlage gegen Xu Shiqi, Volksrepublik China (17:10), die Bronzemedaille. Zwei Jahre darauf konnte sie diese Leistung nicht nur bestätigen, sondern wurde in Jeju-si nach Siegen über Moreen Ajambo, Uganda (TKO 4.), Baik Cho-Rong, Korea (3:0), Steluta Duta, Rumänien (3:0), Madoka Wada, Japan (2:0), und Sarjubala Shamjetsabam (3:0), sogar Weltmeisterin.
Bei den Olympischen Spielen 2024 in Paris gewann sie die Bronzemedaille in der Gewichtsklasse bis 50 kg.